# درق
دَرَق شهری در بخش مرکزی شهرستان گرمه استان خراسان شمالی ایران است و در جنوب غربی این استان قرار دارد. شهر درق به دلیل تولید صدها تُن سمنو در سال به عنوان پایتخت سمنوی ایران شناخته شده‌است. بیش از ۲۰۰ کارگاه خانگی در این شهر به تولید سمنو مشغول هستند. این شهر در نقطه تلاقی سه استان خراسان شمالی، سمنان و گلستان واقع شده‌است.شهر درق حدود ۷ هزار نفر جمعیت دارد و بیش از ۸۰۰ رزمنده از این شهر در جنگ تحمیلی عراق علیه ایران شرکت داشتند. همچنین این شهر ۶۱ شهید و ۴ آزاده و صدها جانباز تقدیم کشور پهناور ایران کردند

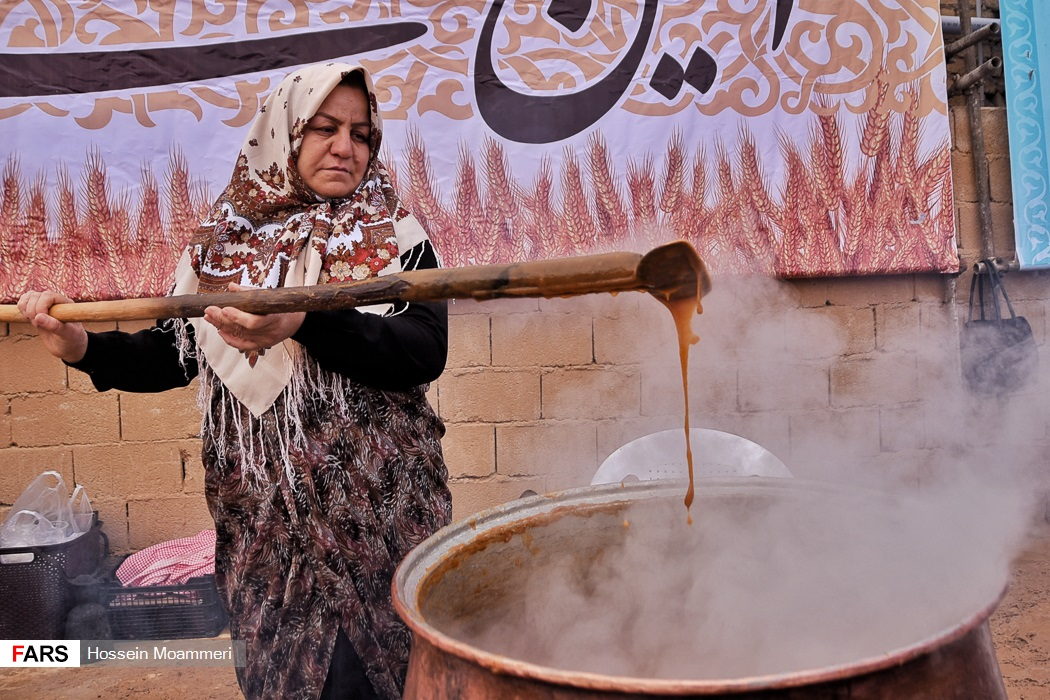
سمنوی درق از بهترین سمنوهای ایران

## وجه تسمیه
واژه درق به معنی «سخت از هر چیز، قسمت سخت از هر چیزی (اسم) و برخی بر این باورند که واژه درق تغییر شکل یافته دَرّه است و به خاطر جایگاه جغرافیایی شهر که در دَرّه واقع شده‌است بدان گفته شده‌است. نام درق در متون تاریخی دوره تیموری از جمله در جغرافیای حافظ ابرو به شکل دره آمده‌است. مطلع الشمس در دوره قاجار نیز از همین نام استفاده کرده‌است.
شهر درق پایتخت سمنوی ایران است. در این شهر بیش از ۲۰۰ کارگاه خانگی مشغول تولید سمنو هستند.

## جغرافیا
این شهر در ۱۷۰ کیلومتری جنوب غربی بجنورد مرکز خراسان شمالی قرار گرفته‌است. دارای ۱۳ آبادی کشاورزی می‌باشد. این شهر در فاصله ۷ کیلومتری شهر گرمه قرار دارد و جاده ارتباطی موجود که ارتباط بین استان سمنان و خراسان شمالی و استان گلستان را برقرار می‌سازد از کناره شمالی آن گذر کرده‌است. شهر درق در ارتفاع ۱۰۸۰ متری از سطح دریا جای گرفته‌است. این شهر در سال ۱۳۸۴ به عنوان شهر شناخته شد.

## آب و هوا
شهر درق به‌طور همه گیر با توجه به میزان بارندگی‌های سالانه وابسته سرزمین‌های خشک می‌باشد و آب و هوای سرد و خشک و نیمه بیابانی دارد. در این منطقه رودخانه همیشگی دیده نمی‌شود و کشاورزی این سرزمین وابسته به آبیاری با قنات و چاه‌های عمیق و نیمه عمیق است. بلندی‌های جای گرفته در شمال شهر که از شرق به غرب در کناره شمال شهر کشیده شده‌است در مواردی بیش از ۲۰۰۰ متر بلندی دارند. با وجود این بخش قابل ملاحظه‌ای از اقلیم این منطقه کویری و استپی است.

## جمعیت
بر پایه سرشماری عمومی نفوس و مسکن در سال ۱۳۹۵ جمعیت این مکان ۴٬۹۲۶ نفر (۱٬۴۲۹ خانوار) بوده‌است. این شهر پس از گرمه پر جمعیت‌ترین شهر در شهرستان گرمه می‌باشد.

## پوشش گیاهی
به غیر از درختان ارس (سرو کوهی) که در کوه‌های (گدار گز) به‌طور پراکنده می‌رویند، این جنگل‌ها که در بلندی‌های جنوبی قرار دارند. پوشش گیاهی سرزمین را نیز گیاهانی چون پیاز کوهی، درمنه، خارشتر، بارهنگ، اسپند، قارچ، کما، قیچ، استاقدوس و گزنه و قسنی، کتیرا، گون و غیره پوشش می‌دهد؛ و در پیرامون شهر درختانی چون طاق و گزو کاج کاشته شده‌است.

## غذاهای بومی
کلوچه (کُلچِه): که در اواسط اسفندماه جهت استفاده در عید نوروز توسط بانوان شهر درق تهیه می‌شود و در دو طعم معمولی (اوی ovi _ آبی) و شیرین تهیه می‌شود.
قُطاب: که مخلوطی از ماش و زرشک و ادویه جات و … پخته شده که در قطعات خمیر پیچیده شده و سپس در تنور پخته شده و در ایام نوروز استفاده می‌شود.
فِطیر: که از مخلوط آرد و خمیر مایه و روغن و بعضاً آغوز گوسفند و گاو خمیر تهیه شده و به صورت قطعات دایره‌ای شکل درآورده شده و در تنور پخته شده و در مراسم مذهبی مخصوصاً تاسوعا و عاشورا و نذر درگذشتگان استفاده می‌شود.
سمنو درق: که از جوشاندن آب جوانه گندم و آرد گندم در دیگ‌های بزرگ مسی و تهیه شده و تهیه سمنو آداب و سنن خاص خودش را دارد و همراه ان اشعار و ابیات محلی و دعا و اذکار مربوط به آن سروده می‌گردد. برای سفره هفت سین نوروز در اواسط ماه اسفند تهیه می‌شود.
جوش بَره: که از پیچاندن مخلفاتی همچو سبزی‌های محلی و و ادویه جات و … در داخل قطعات مربعی شکل خمیر به ابعاد ۳ * ۳ توسط بانوان درقی تهیه می‌شود؛ که بعد از خشک کردن این قطعات خمیری در جای مناسب نگهداری شده و در طول سال با اضافه کردن این قطعات به آش و کشک در کنار برنج یا به عنوان غذای اصلی میل می‌شود.
سُمسُمه: که از جوشاندن آرد و زرد چوبه و … توسط بانوان درقی تهیه می‌شود.
قُروت: یا کشک و بادمجان نیز از غذاهای لذیذ این شهر می‌باشد که بیشتر دوغ گوسفندی را جوشانده تا غلیظ شود و سپس روی پارچه‌های نخی تمیز که در گودالی قرار می‌دهند ریخته و توسط کاردک این خمیر کشک را در اندازه‌های مورد نیاز برش داده تا خشک شود سپس این قطعات خشک شده کشک را که به ان قروت می‌گویند در کیسه‌های مخصوص نگهداری کرده و در ایام سال به مقدار لازم از این قطعات را برداشته و در ظرف‌های سفالینه به نام تغار taghar با مقداری اب مخلوط کرده تا خیس خورده و با توجه به اینکه ظرف تغار دارای برجستگیهایی می‌باشد با دست قطعات را در تغار ساییده تا مقداری از کشک پودر شده و در اب تغار حل گردد و سپس باقی‌مانده قروت نیمه خشک را که به ان نیم ماله می‌گویند در کیسه‌های پارچه‌ای نگهداری می‌کنند که به ان کیسه خلته kheltah می‌گویند تا دوباره از ان استفاده نمایند. مایع قروت را معمولاً به همرا پیاز داغ و زرد چوبه و ادویه جات و … مخلوط کرده و مقداری حرارت می‌دهند تا داغ شود و قبل از آنکه بجوشد آن را از روی شعله برداشته و معمولاً به مقدار لازم از این معجون را در تغار یا ظروف تک نفره ریخته و با توجه به سلیقه اشخاص داخل قروت نان خشک یا نیمه خشک را ریخته که معمولاً به این کار ترید terid کردن نان می‌گویند؛ و معمولاً به همراه پیاز و فلفل تازه یا خشک و سبزی میل می‌شود و اغلب در کنار ان از بادمجان که به همراه گوجه و نمک و ادویه و پیاز و … تفت داده شده‌است استفاده می‌شود که به ان کشک بادمجان گفته می‌شود و بعضاً افراد مقداری شیرین بیان در قروت می‌ریزند تا طعم و مزه ان متفاوت شده و هضم ان راحتتر شود؛ و بهترین نوع قروت، قروت گوسفندی است که از روستای نردین در ۴۵ کیلومتری غرب شهر درق تهیه می‌شود.
قِلیف چال: که همان برنج دمی را در ظرف‌های مسی تهیه کرده با این تفاوت که مقداری کره محلی (مَسکه) و گوشت را در دیگچه (قلیف) به همراه برنج و و آب و … ریخته و در آن را محکم بسته و با هیزم آتش فراهم کرده و دیگچه یا قلیف را در انباشته‌ای از زغال قرار داده و اصطلاحاً دیگچه (قلیف) را در آتش ذغالی چال می‌کنند تا خوب غذا دم کشیده تا آماده مصرف شود

## صنایع دستی
صنایع دستی شهر درق می‌توان کلاه کرکی یا کلاه گوشی اشاره کرد که بهترین نوع ان از کرک بز استان کرمان تهیه و بافته می‌شود؛ که اغلب توسط سالمندان در ایام بیکاری تهیه شده و به فروش می‌رسد. از این لحاظ به کلاه گوشی معروف شده که لبه‌های پایین آن طوری بافته می‌شود که قسمت پیشانی نسبت به لبه‌های پشتی کوتاه‌تر بوده و در ایام گرم این قسمت به بالا کشیده شده و در ایام سرد این لبه به سمت پایین کشیده شده به نحوی که قسمت پیشانی به دلیل کوتاه بودن توسط لبه‌های کلاه پوشانیده نمی‌شود ولی قسمت گوش‌ها و پس سر به علت بلند بودن لبه پایینی کلاه پوشانیده می‌شود.

## جاذبه‌های توریستی و تاریخی
از چشم‌اندازهای درق می‌توان از مسجد جامع، مسجد امام خمینی، امامزاده فضل بن علی، امامزادگان ابراهیم و محمد، قلعه قدیمی دهی، نارنج قلعه، غارجوز اشکنک درق‍، غار کفترک درق، بند تاریخی مهار (معار)، آب انبارهای قدیمی راه‌های قدیمی(آب‌انبار درق، حوض‌انبار بینی دنباله، حوض‌انبار تخت حوض)، قلعه خداوردی، غار قواق درق، جر تراک و سردابه واقع در بوستان شهدا نام برد.
وجود محوطه‌های پهن و فراوان از دوره اسلامی از جمله ویرانه‌های بسته به چندین قلعه در اطراف شهر درق همچو محوطه خواجه سنگاور درق، نارنج قلعه درق و تپه تاریخی چارجو درق و تپه تاریخی بابا پیر درق و بسیاری نشانه‌های دیگر، در کنار گزارش‌های گذر نویسان و جغرافیدانان دوره اسلامی مبنی بر آبادانی این دوره نشان از رونق و شکوفایی این سرزمین در سراسر دوره اسلامی دارد.

### مسجد جامع درق
شماره ثبت در فهرست نشانه‌های ملی: ۱۷۳۸۷ موقعیت: شهرستان گرمه، شهر درق مسجد جامع درق یکی از آثار ارزشمند مذهبی-تاریخی شهرستان گرمه قلمداد می‌شود که در دوره صفوی ساخته شده‌است. این مسجد کوچک با الگوی ساختمانی گذشتگان و چینه‌های خشت و گل ساخته شده و سقف آن با مجموعه‌ای از قوس‌های ضربی پوشش یافته‌است. در وسط بنا چهار ستون درشت چهارگوش وجود دارد که پایه‌های گنبد بزرگ مرکزی بر روی آن‌ها قرار گرفته‌است.